# Allophatnus zonatus
Allophatnus zonatus är en stekelart som först beskrevs av Tosquinet 1896.  Allophatnus zonatus ingår i släktet Allophatnus och familjen brokparasitsteklar. Inga underarter finns listade i Catalogue of Life.